# Балада про Схід і Захід

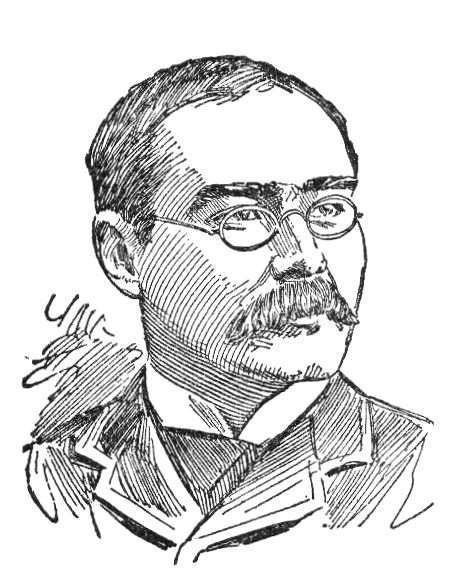
Редьярд Кіплінг - автор балади

«Балада про Схід і Захід»  (англ. The Ballad of East and West)  — балада англійського поета Редьярда Кіплінга.

## Історія створення
Баладу Кіплінг написав у стилі так званих «прикордонних балад», характерних для англійської літератури. У них знайшли відбиток народні тлумачення історичних подій, зокрема, воєн між Англією та Шотландією.  В основу балади покладений реальний випадок, який стався на північно-західному кордоні Британської Індії.  Місцевий «абрек»   Камаль із дванадцятьма бійцями вкрав лошицю Полковника. Полковничий син вирушає навздогін. Він наздогнав Камаля. Відбувся поєдинок не на життя, а на смерть. Кожний зумів побачити сміливість іншого. Усе закінчилося мирно. Камаль і Полковничий син присягнулися на дружбу, стали братами по духу. Географічні назви та імена була змінені, а достовірність подій збережена. Вперше балада була надрукована у грудні 1889 році.

## Тематика
У баладі розповідається  про  зіткнення двох чоловіків, які представляють дві ворожі  сили, і водночас про протистояння  Сходу і Заходу.
Немає Заходу без Сходу, а Сходу — без Заходу,  адже світ різнобарвний і багатоликий, і завдання справжньої людини — бути толерантним, поважати це розмаїття. Можна  подолати протистояння різних  ідей, якщо люди будуть поважати один одного і дотримуватися законів честі. Ідея балади висловлена у словах "той, хто вчора ворогом був, сьогодні товариш нам!" Герої протиставлені один одному. Камаль   емоційний і гарячкуватий.  Полковничий син   урівноважений і стриманий.Та виявилось, що між героями більше спільного, ніж відмінного. Вони сміливі,  не бояться ризику і  дотримуються кодексу честі.    Полковничий син не може не вирушити в погоню за викрадачем батькової лошиці, а Камаль не може вбити відчайдушно хоробру людину.  Полковничий син, дотримуючись законів честі, з гідністю приймає дарунки й дарує сам.

## Жанр
Твір відповідає вимогам жанру "балада": наявний історико-героїчний зміст; сюжет напружений, динамічний.  Сюжет побудований  на зіткненні різних характерів і  нагадує невеликий драматичний твір. «Балада про Схід і Захід» - це віршований, ліро-епічний твір невеликого обсягу. У ньому Кіплінг зосереджує увагу на моральні проблеми.   Розв'язка для всіх є несподіваною.   

## Композиція
У «Баладі про Схід і Захід» — кільцева композиція: кінцівка повторює першу строфу. Події подані у реальному плані. 
- Зачин: ліричний вступ («Захід є Захід, а Схід є Схід...»)
- Зав’язка: викрадення Камалем лошиці Полковника.
- Розвиток подій: погоня Полковничого сина за викрадачем
- Кульмінація:   Полковничий син падає з коня і Камаль рятує його.  Кульмінаційний момент в баладі затягується. Зі сфери вчинку  переходить у сферу моралі. Під час переговорів Камаль і Полковничий син проникаються повагою один до одного. Переговори завершуються подарунками: «Вовк вовка тут перестрів! Лошиця твоя. І краще я жертиму стерво гниле, Ніж тому, хто сміявся смерті в лице, заподіяти зможу зле»; «Я мусив честь берегти. В дарунок від батька лошицю візьми — бо справжня людина ти!». Камаль повертає лошицю і додає до неї сідло, вуздечку й стремена, а також посилає свого сина — найцінніше, що в нього є — служити полковнику. А Полковничий син дарує Камалю свій пістолет. Завершується клятвою на солі, хлібі, траві, ножі та на імені Господа.
- Розв’язка — примирення ворожих таборів.

## Переклади українською
- Максим Стріха